# Сова (рід)
Сова́ (Strix) — рід птахів родини совових (Strigidae).

## Загальна характеристика
Довжина тіла від 30 до 70 см. Оперення рихле, забарвлене у сірі або рудуваті з пестринами тону, широкі крила та вершина недовгого хвоста заокруглені. Райдужна оболонка ока бурого кольору. Характерна заокруглена та велика голова без пір'євих «вушок», але з добре вираженим повним лицьовим диском та сильним, стиснутим з боків дзьобом. Оперені пальці мають гострі, загнуті донизу кігті.
Населяють переважно лісові території у помірному та жаркому кліматичних поясах, охоче селяться в культурному ландшафті. У позагніздовий час ведуть поодинокий спосіб життя. Гніздяться окремими, віддаленими одна від одної парами у дуплах та гніздах інших птахів, тріщинах, нішах старих кам'яних будівель. У кладці 1−5 білих яйця в залежності від географічного положення (у південних регіонах розміри кладки менші) та чисельності гризунів. Насиджування починається з відкладання першого яйця та триває 4 тижні, насиджує самка. Пташенята починають літати у віці шести тижнів, але першу осінь тримаються разом з батьками.
Живляться переважно гризунами, але також птахами, земноводними та плазунами, дрібними безхребетними. У несприятливі за погодою та кормовими умовами роки кочують, у «мишині» роки осілі. Приносять користь знищенням шкідливих гризунів.

## Систематика
Рід нараховує 11−22 видів, в Україні трапляються три — сова сіра (Strix aluco), сова довгохвоста (Strix uralensis) та сова бородата (Strix nebulosa).
Перелік видів (назви видів українською наведено за Г. В. Фесенком):
- Сова таїландська (Strix seloputo)
- Сова мангрова (Strix ocellata)
- Сова бура (Strix leptogrammica)
- Сова сіра (Strix aluco)
- Сова мавританська (Strix mauritanica)
- Сова гімалайська (Strix nivicolum)
- Сова бліда (Strix hadorami)
- Сова аравійська (Strix butleri)
- Сова плямиста (Strix occidentalis)
- Сова неоарктична (Strix varia)
- Сова мексиканська (Strix sartorii)
- Сова чіяпська (Strix fulvescens)
- Сова бразильська (Strix hylophila)
- Сова болівійська (Strix chacoensis)
- Сова патагонська (Strix rufipes)
- Сова довгохвоста (Strix uralensis)
- Сова бородата (Strix nebulosa)
- Сова-лісовик африканська (Strix woodfordii)
- Сова-лісовик бура (Strix virgata)
- Сова-лісовик строката (Strix nigrolineata)
- Сова-лісовик смугаста (Strix huhula)
- Сова-лісовик руда (Strix albitarsis)

## Галерея

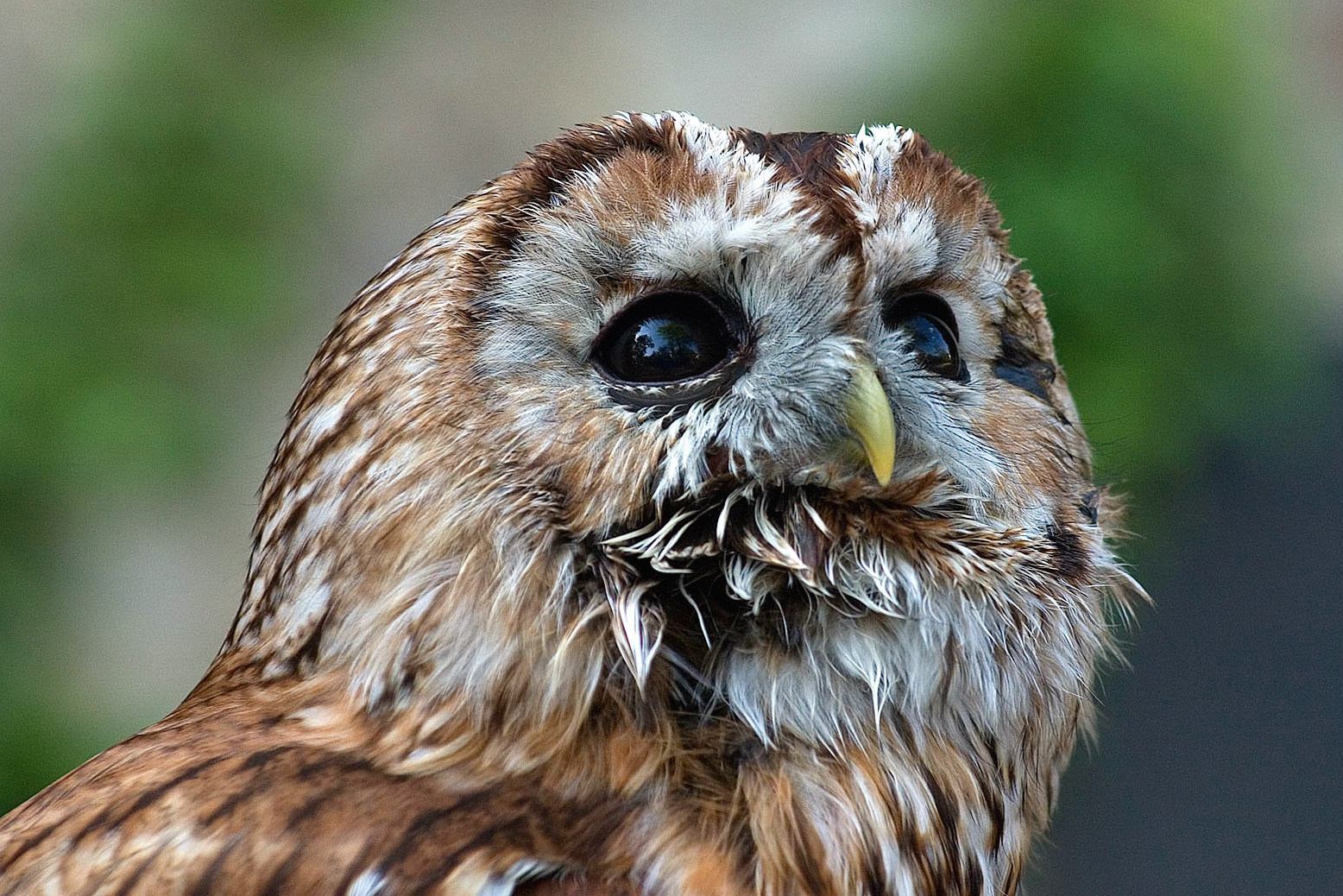
Сова сіра
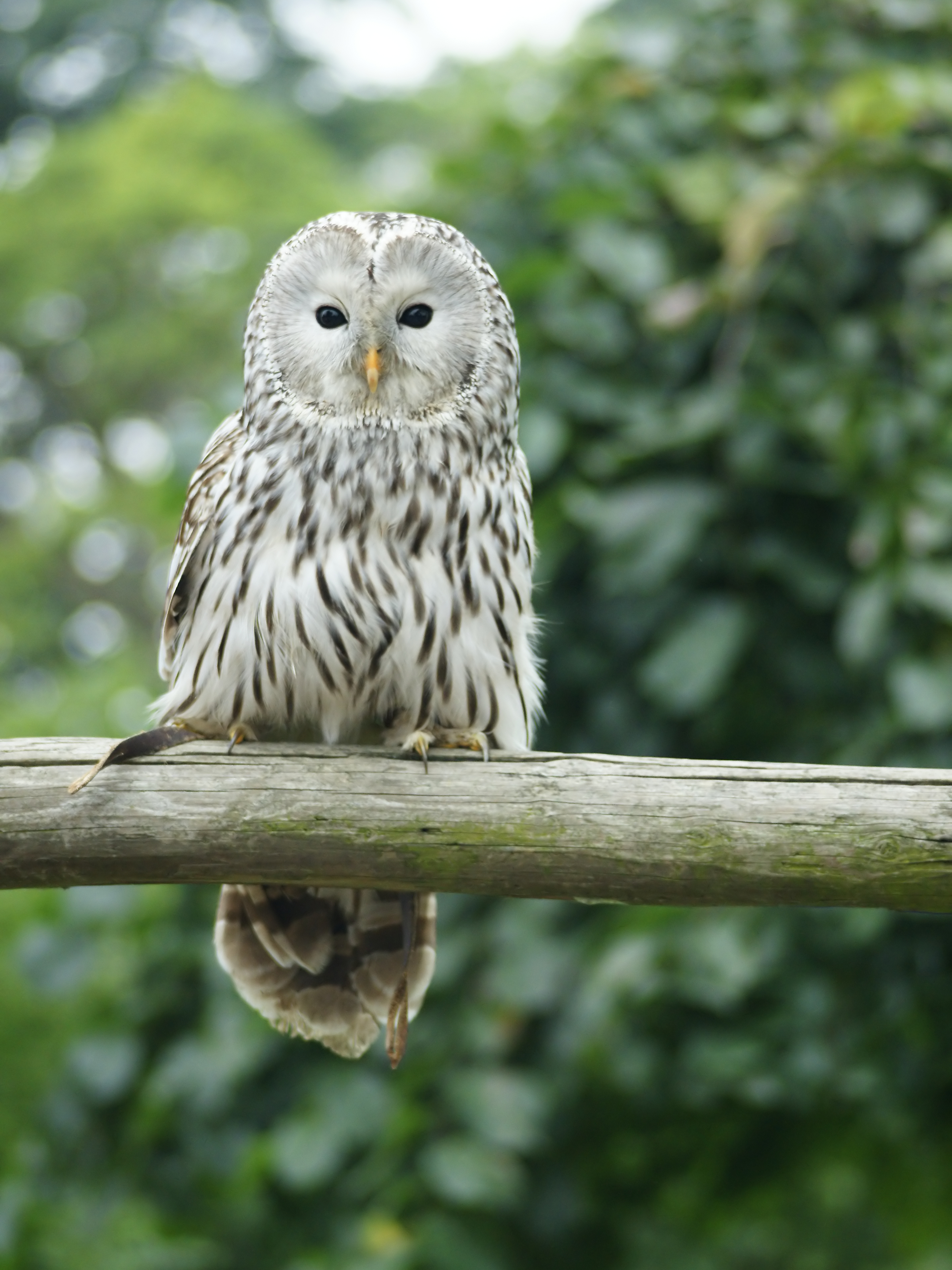
Сова довгохвоста
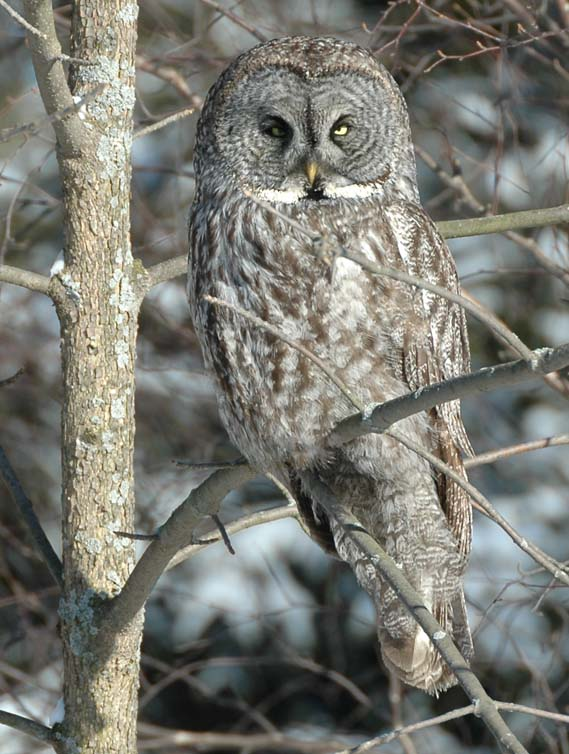
Сова бородата
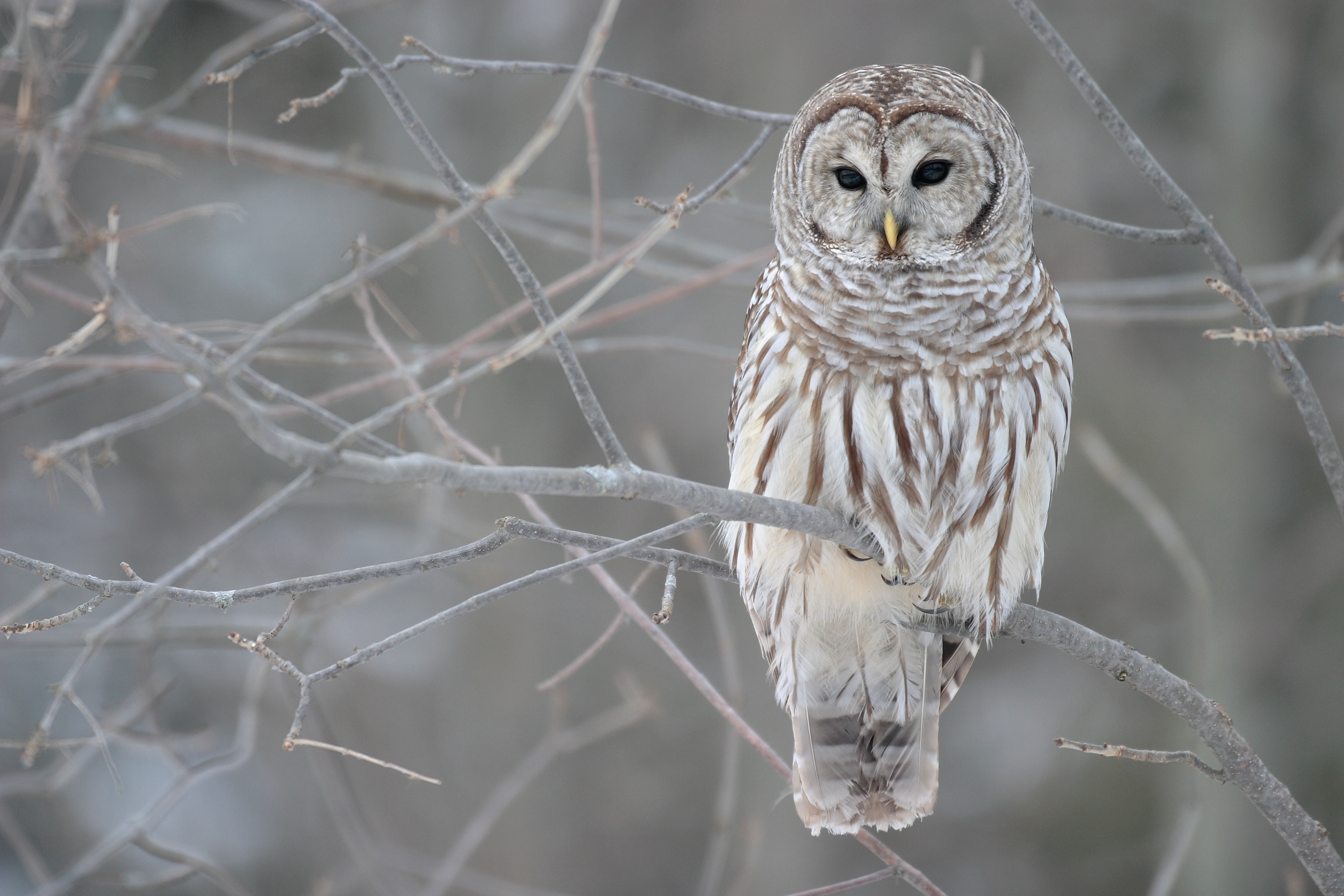
Strix varia
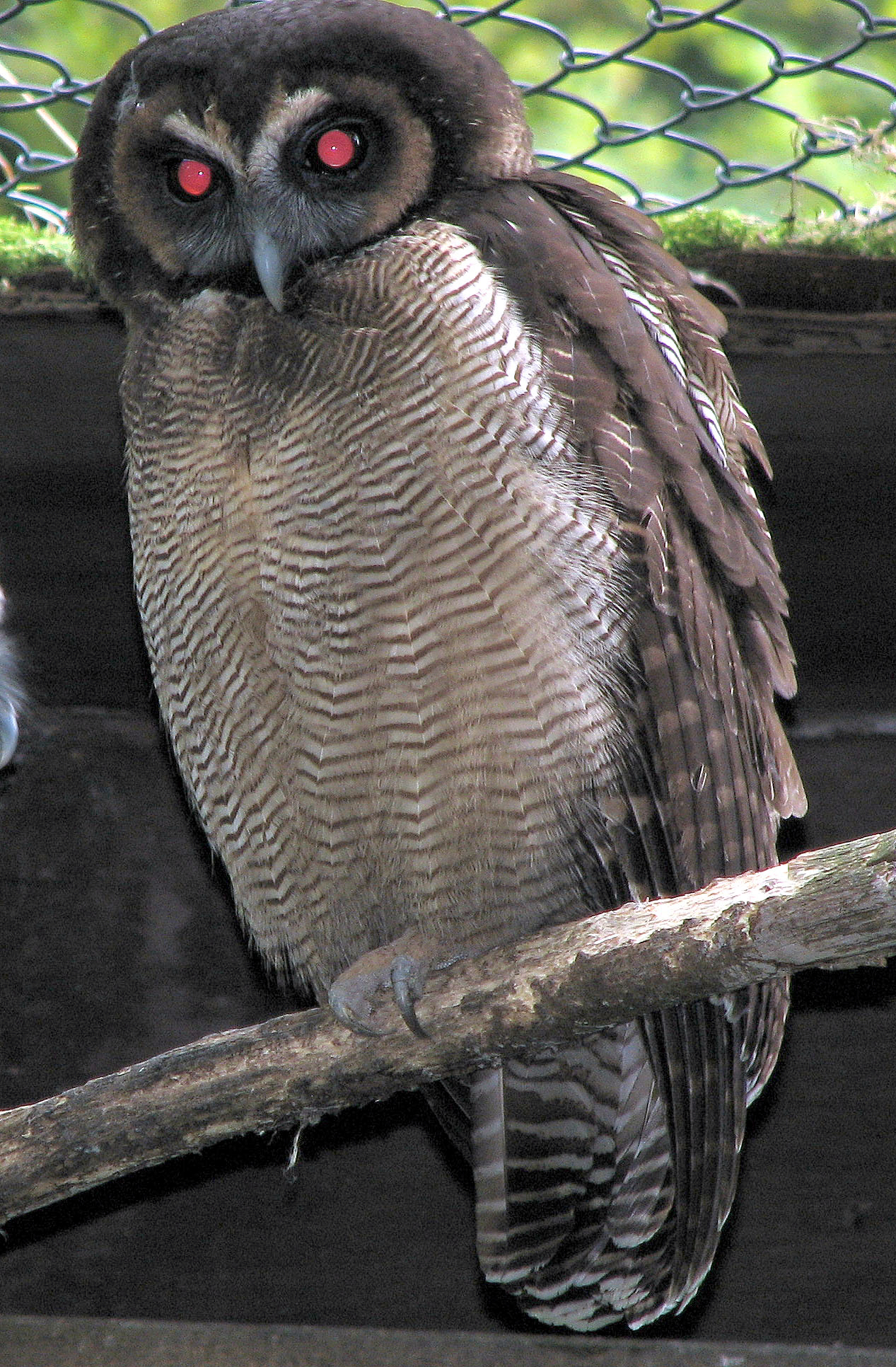
Strix leptogrammica